# Elegiarum libri IV
Elegiarum libri IV – zbiór czterech ksiąg elegii Jana Kochanowskiego w języku łacińskim, wydany w 1584 w Krakowie razem ze zbiorem epigramatów Foricoenia sive Epigrammatum libellus jako Elegiarum libri IV, eiusdem Foricoenia sive Epigrammatum libellus.
Tom ukazał się w roku śmieci Kochanowskiego, zawiera jednak w dużej części wczesne utwory łacińskojęzyczne Kochanowskiego, które mogły być jednak później przez autora zmienione. Część elegii powstała prawdopodobnie w czasie pobytu Kochanowskiego w Padwie (1552-1555), zwłaszcza erotyki skierowane do kobiety nazwanej imieniem „Lidia”. Nierozstrzygnięte jest, czy pod tym imieniem ukryta została postać autentyczna, czy jest to tylko kreacja literacka autora.
Oprócz poezji miłosnej w zbiorze znajdują się też wiersze dedykowane przyjaciołom, współtowarzyszom w Padwie, a także panegiryki i pochwała Zygmunta Augusta powracającego z wyprawy do Inflant w 1558.
W wydaniu nie znalazła się Elegia X. Do Ojca świętego odnosząca się krytycznie do papieża Pawła IV po jego wyprawie do Neapolu w 1556. Zachowała się ona w tzw. rękopisie Osmólskiego (około 1564).